# ترانه ساکورا (نائوتارو موری‌یاما)
ترانه ساکورا ساختهٔ نائوتارو موری‌یاما خواننده، شاعر و آهنگ سرای ژاپنی است. بار نخست این آهنگ تنها در ۱۲۰۰ نسخه منتشر شد که فروش آن تا سه سال پس از انتشار یعنی تا سال ۲۰۰۶ به ۱۲۰٬۰۰۰ رسید. این آهنگ پنج هفته پس از انتشار در فهرست ۱۰ آهنگ برتر پاپ ژاپن وارد شد و در هفتهٔ نهم پس از انتشار در صدر آهنگ‌های محبوب پاپ ژاپن جای گرفت.

هر چند از سال انتشار به بعد این آهنگ معمولاً در مراسم فارغ‌التحصیلی استفاده می‌شود اما در اصل این آهنگ را موری‌یاما تحت تأثیر ازدواج دوستش ساخته‌است. خود او در مصاحبه‌ای که در سال ۲۰۰۳ گفته‌است، 

 وقتی شنیدم دوستم می‌خواهد ازدواج کند، به این فکر افتادم که ما هم به سن و سال ازدواج رسیدیم. درسته که مراسم ازدواج برای شادی و جشن گرفتنه اما مگر غیر از اینه که پس از آن گرفتاری و زحمت بیشتر از قبل می‌شود؟ با این وجود چی باعث می‌شه که همه ازدواج می‌کنند؟ ازدواج حتماً یک نقطه تحول در زندگیه. ازدواج زحمت دارد اما با خوشبختی فراوانی هم همراهه. من خوب نمی‌دونم ولی هم نسل‌های من بیشتر یاد گرفتند که بدون مسئولیت خوشبخت بشوند، که البته منظور من این نبود بلکه  با ساختن این آهنگ می‌خواستم به دوستانی که راهی سفر هستند، خاطر نشان کنم که موقعی که برگردند، ما سرجامون هستیم و با همان احساسی که از قبل داشتیم، از برگشتشون استقبال می‌کنیم. همچنین خود ما هم که عازم سفر شدیم، هر وقت سرگردان شدیم محل بازگشتی هست و می‌توانیم به جای قبلی خودمان بازگردیم.
پس از انتشار این آهنگ توسط خوانندگان دیگری نیز اجرا شده‌است. از جمله گروه آمریکایی در سال ۲۰۰۶ آریستا ساکورا را به زبان انگلیسی اجرا و جزو آهنگ‌های آلبوم Guilty Pleasures در آمریکا انتشار داده‌است.      